# Zatypota luteipes
Zatypota luteipes là một loài tò vò trong họ Ichneumonidae.